# 1993 TS36
1993 TS36 är en asteroid i huvudbältet som upptäcktes den 13 oktober 1993 av den amerikanske astronomen Henry E. Holt vid Palomar-observatoriet.
Asteroiden har en diameter på ungefär 9 kilometer.